# Willi Agatz

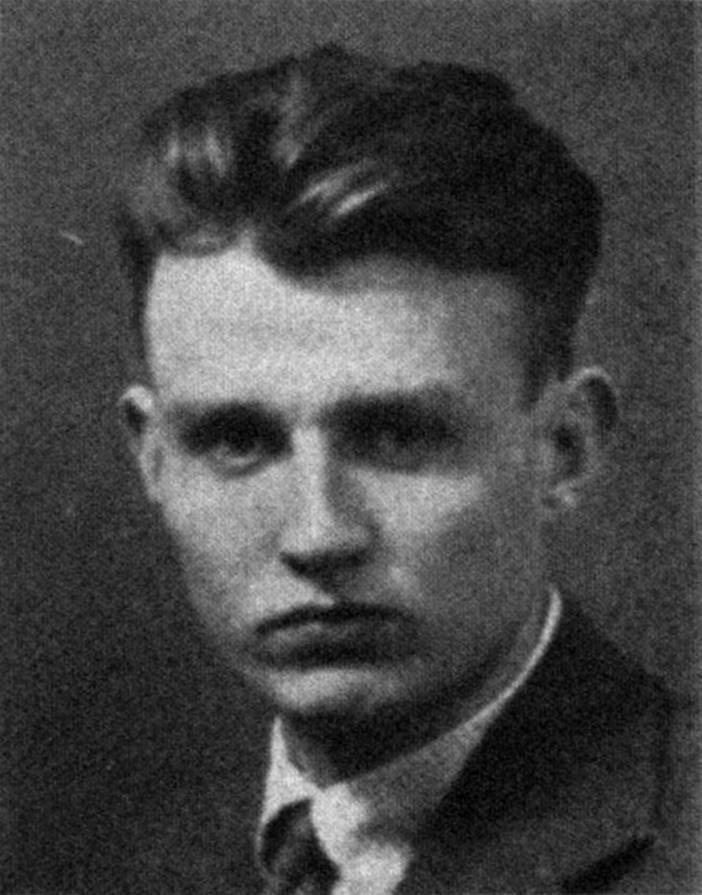
Agatzs offizielles Reichstagsporträt, 1930

Wilhelm „Willi“ Agatz (* 10. Juni 1904 in Heisingen; † 28. August 1957 in Ost-Berlin) war ein deutscher Politiker der KPD und Widerstandskämpfer.

## Leben
Der Sohn eines Bergmannes besuchte in Essen die Volksschule und machte eine Lehre zum Bergmann auf der Zeche Carl Funke, später auf der Zeche Ludwig in Bergerhausen. 1920 trat er in die Sozialistische Arbeiter-Jugend ein, die kurz darauf zum Kommunistischen Jugendverband Deutschlands übertrat. Nach Abschluss der Lehre wurde er in den Betriebsrat der Zeche Ludwig gewählt. 1930 wurde er aus dem Bergarbeiterverband ausgeschlossen und engagierte sich in der Revolutionären Gewerkschafts-Opposition (RGO), deren Führung er im Mai 1932 von seinem Vorgänger Albert Funk übernahm, nachdem er bereits 1931 Leiter des Einheitsverbandes der Bergarbeiter Deutschlands (EVBD) geworden war.
Im September 1930 wurde Willi Agatz in den Reichstag für den Wahlkreis 18 Westfalen-Süd gewählt und war zu diesem Zeitpunkt das jüngste Mitglied des Reichstages, dem er bis zum März 1933 angehörte. In der NS-Zeit war er illegal tätig. Agatz übernahm die Funktion des Technischen Leiters und – nach der Verhaftung von Roman Chwalek im September 1933 – zugleich die Funktion des Reichsorganisationsleiters der illegalen RGO. Nachdem der bisherige RGO-Reichsleiter Fritz Schulte ins Ausland gegangen war, übernahm Agatz Ende 1933 auch die Leitung des illegalen RGO-Reichskomitees. Am 18. Januar 1934 wurden Agatz und eine Reihe anderer RGO-Funktionäre in Berlin verhaftet. Auf Grundlage der dabei beschlagnahmten Unterlagen folgte eine Reihe an Verhaftungen von illegalen RGO-Strukturen im gesamten Reichsgebiet. Agatz wurde am 18. Februar 1935 vom Volksgerichtshof zu drei Jahren Zuchthaus verurteilt. Die Haft verbüßte er in Luckau. Anschließend wurde er im Konzentrationslager Sachsenhausen inhaftiert, 1939 aus dem KZ entlassen und unter Polizeiaufsicht gestellt. Bis Anfang 1943 war er als Maurer bei der Hochtief AG beschäftigt. Seit dem 29. Januar 1943 wurde er im Strafbataillon 999 der Wehrmacht im Krieg gegen die Sowjetunion eingesetzt. Er geriet dort in sowjetische Gefangenschaft, die er zunächst in einem Lager bei Memel verbrachte. Ab 1943 erhielt er eine Ausbildung auf einer Antifa-Schule.
Nach der Entlassung aus der Gefangenschaft im Mai 1946 kehrte er nach Essen zurück und wurde von 1946 bis 1948 stellvertretender Vorsitzender des Industrieverbandes Bergbau in der Britischen Zone, des Vorläufers der IG Bergbau, Chemie, Energie. Im Dezember 1948 unterlag er bei der Wahl zum 1. Vorsitzenden der Gewerkschaft mit 232:349 Delegiertenstimmen gegen August Schmidt (SPD). Er wurde auch als 2. Vorsitzender nicht wiedergewählt.
Von 1946 bis zu seiner Wahl in den Bundestag war Agatz Landtagsabgeordneter in Nordrhein-Westfalen. Seit der Bundestagswahl 1949 war er bis 1953 Mitglied des Deutschen Bundestages. 1953 übersiedelte Agatz in die DDR und arbeitete bis zu seinem Tod im Westapparat der SED.

## Ehrungen
In der DDR wurde 1958 der VEB Steinkohlenwerk Freital in VEB Steinkohlenwerk „Willi Agatz“ umbenannt. Er betrieb ein Bergwerk im Döhlener Becken in Dresden-Gittersee und wurde 1968 als Bergbaubetrieb „Willi Agatz“ von der SDAG Wismut (Sowjetisch-Deutsche Aktiengesellschaft) übernommen, um die dort uranhaltige Steinkohle abzubauen. Außerdem erhielt in Bad Suderode das Sanatorium für Staublungenkranke seinen Namen. Nach 1990 wurde diese Benennung rückgängig gemacht.